# Dionne Searcey
 (mars 2025).
Dionne Searcey est une journaliste d'investigation américaine qui travaille actuellement pour The New York Times.

## Biographie
Dionne Searcey a grandi à Wymore, dans le Nebraska, où elle a fréquenté l'université de Nebraska à Lincoln et obtenu un diplôme en journalisme et en français. Elle a commencé à travailler comme reporter pour le City News Bureau de Chicago. Elle a également travaillé pour Newsday, The Seattle Times et le Chicago Tribune avant d'être embauchée par The Wall Street Journal. Elle y a travaillé en tant que correspondante juridique nationale et journaliste d'investigation. Son domaine était l'industrie des télécommunications jusqu'à ce qu'elle passe au New York Times en 2014 et commence à écrire sur l'économie américaine. En 2015, Searcey est devenue chef du bureau de l'Afrique de l'Ouest. Elle a remporté le prix Michael Kelly pour son reportage sur Boko Haram, ainsi qu'une citation de l'Overseas Press Club.
Elle a été nommée pour un Emmy pour ses reportages sur Boko Haram. Elle a remporté un prix Pulitzer avec le New York Times en 2020 pour son reportage international : Assassins russes et sa contribution depuis la République centrafricaine. Elle a reçu le prix Gerald Loeb 2020 pour Breaking News pour "Crash in Ethiopia". Son livre « In Pursuit of Disobedient Women » a été publié en mars 2020. Searcey est désormais reporter politique au New York Times.
Elle est mariée, a des enfants et vit à Brooklyn,,,,,,.